# Monnina deppei
Monnina deppei är en jungfrulinsväxtart som beskrevs av George Don jr. Monnina deppei ingår i släktet Monnina och familjen jungfrulinsväxter. Inga underarter finns listade i Catalogue of Life.